# VAX-11

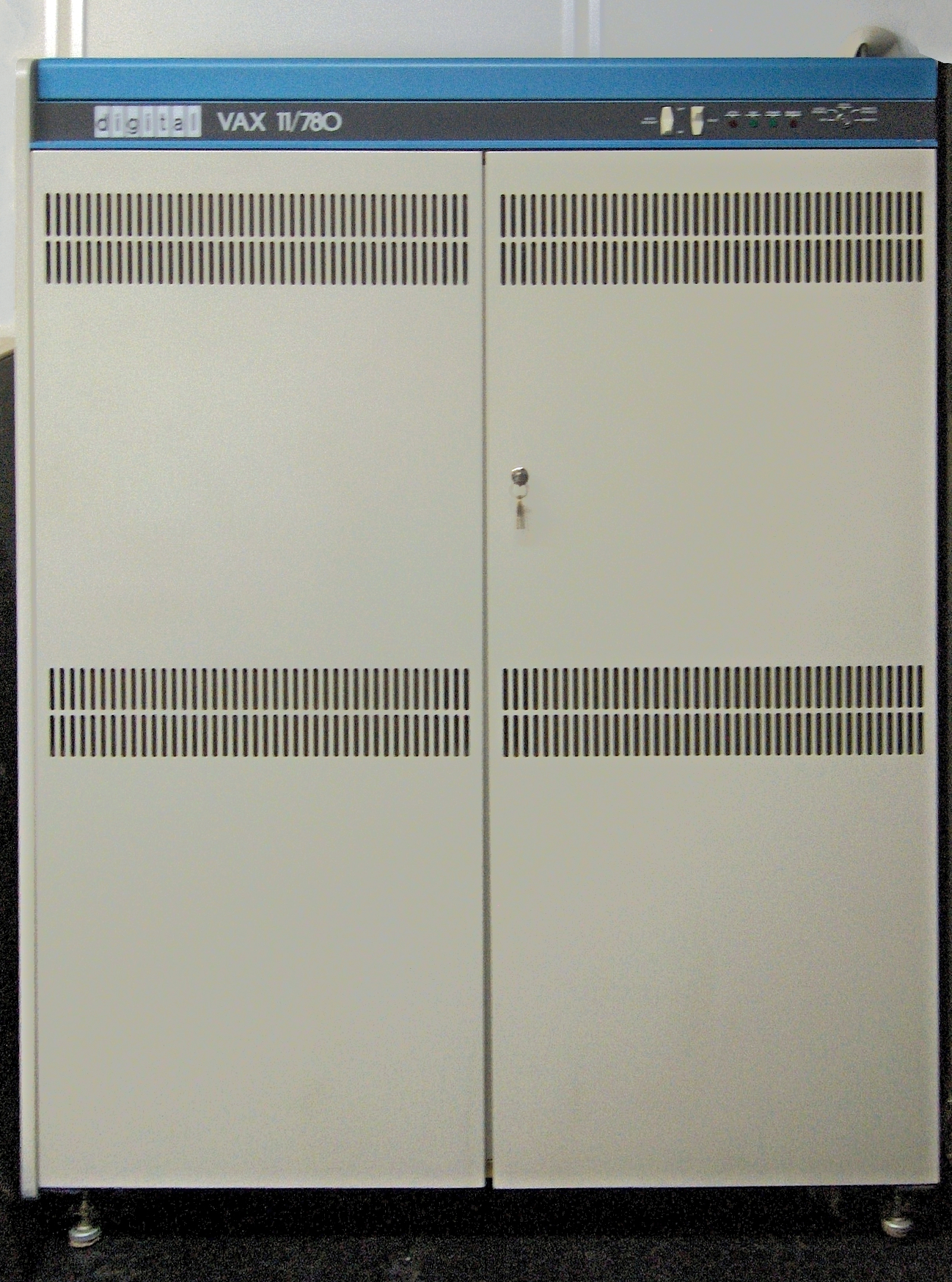
VAX-11/780

VAX-11 byla rodina minipočítačů s procesory s instrukční sadou VAX vyvíjená a vyráběná firmou Digital Equipment Corporation (DEC). Prvním počítačem VAX byl typ VAX-11/780.

## VAX-11/780
VAX-11/780 s kódovým jménem „Star“ byl představen 25. října 1977 na výroční schůzi akcionářů firmy DEC. Jednalo se o první počítač, který implementoval architekturu VAX. Procesor používal logiku TTL a měl pracovní cyklus 200 ns (5 MHz) a 2 kB cache. Pro přístup k paměti a vstupům/výstupům používal sběrnici Synchronous Backplane Interconnect (SBI).
VAX-11/780 podporoval 128 kB až 8 MB paměti (původně max. 2MB) chráněné samoopravným kódem (ECC) zpřístupněné jedním nebo dvěma řadiči paměti. Ke každému řadiči bylo možné připojit až 16 paměťových karet s celkovou kapacitou 128 kB až 4 MB paměti. Paměťové karty byly osazeny 4 nebo 16 kbitovými čipy RAM vyrobenými technologií MOS.
Pro připojení vstupních a výstupních zařízení používal VAX-11/780 sběrnici Unibus a Massbus. Sběrnice Massbus sloužila pro připojení diskových a páskových jednotek a sběrnice Unibus pro připojení ostatních vstupních a výstupních zařízení. Obě sběrnice byly připojeny pomocí adaptérů k SBI. Všechny systémy byly vybaveny nejméně 1 až 4 sběrnicemi Unibus a 0-4 sběrnicemi Massbus. VAX-11/780 používal také proprietární síť Computer Interconnect (CI) pro připojení diskových jednotek, která umožňovala jejich sdílení s jinými počítači VAX. Později byla tato vlastnost použita pro propojení počítačů VAX do VMSclusteru.

### VAX-11/782
VAX 11/782 s kódovým jménem „Atlas“ byl dvouprocesorový VAX-11/780 představený v roce 1982. Systém, ve kterém oba procesory sdílely jednu multiportovou paměťovou sběrnici MA780, fungoval asymetricky: primární procesor prováděl všechny vstupní a výstupní operace a plánování procesů, zatímco sekundární procesor byl používán pouze pro výpočetně náročné operace. Pro výpočetně intenzivní úlohy, které byly schopny používat oba procesory, systém poskytoval až 1,8 násobek výkonu počítače VAX 11/780.

### VAX-11/784
Malý počet systémů VAX-11/784 s kódovým jménem „VAXimus“ byl vyroben na míru jednotlivým zákazníkům a vybaven čtyřmi procesory 11/780 připojenými ke společné sběrnici MA780.

### VAX-11/785
VAX-11/785 s kódovým jménem „Superstar“ byl představen v dubnu 1984. V zásadě se jednalo o rychlejší VAX-11/780, s pracovním cyklem procesoru 133 ns (7.52 MHz) oproti 200 ns (5 MHz) počítače VAX-11/780. Také paměťový subsystém byl vylepšen, aby podporoval paměťové desky s vyšší kapacitou.

### VAX-11/787
VAX-11/787 byla dvouprocesorová varianta VAX-11/785.

## VAX-11/750

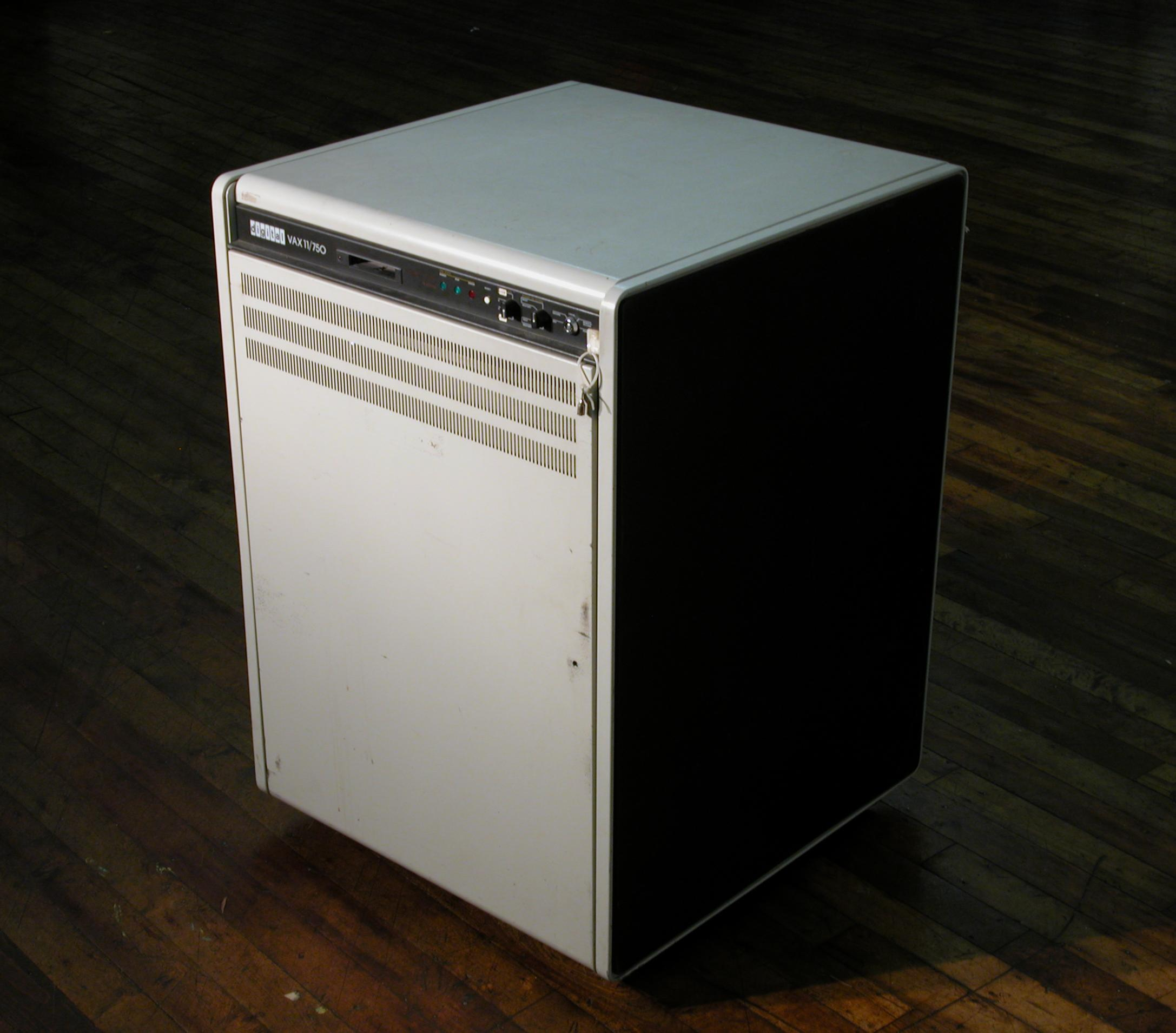
VAX-11/750

VAX-11/750 s kódovým jménem „Comet“ byla kompaktnější implementace architektury VAX využívající hradlová pole TTL s nižší výkonností představená v říjnu 1980. Pracovní cyklus procesoru byl 320 ns (3.125 MHz).

### VAX-11/751
Posílená varianta VAX-11/750 určená pro montáž do racků.

## VAX-11/730
VAX-11/730 s kódovým jménem „Nebula“ představený v dubnu 1982 byl ještě kompaktnější a méně výkonná řezová implementace architektury VAX s pracovním cyklem procesoru 270 ns (3.70 MHz).

## VAX-11/725
VAX-11/725 s kódovým jménem „LCN“ („Low-Cost Nebula“) byl levnější model VAX-11/730 se stejným pracovním cyklem procesoru.

## VAX 11/788
VAX-11/788 měl kódové jméno „VISQ“.

## Stroje v provozu
Living Computer Museum v Seattlu ve státě Washington provozuje VAX-11/780-5 (upgradovaná verze VAX-11/780) s operačním systémem OpenVMS verze 6.2, který je dostupný zájemcům pomocí telnetu.